# جون لو (اقتصادي)
جون لو (بالفرنسية: John Law de Lauriston) (عُمد في 21 أبريل 1671 – 21 مارس 1729) هو اقتصادي اسكتلندي، اعتقد جون أن المال ليس سوى وسيلة للتبادل وأنها لا تشكل ثروة في حد ذاتها وأن الثروة الوطنية تعتمد على التجارة. عُين المراقب المالي العام للموارد المالية في فرنسا تحت سلطة فيليب الثاني دوق أورليان، الذي كان وصيًا على عرش الشاب لويس الخامس عشر ملك فرنسا.
في 1716 أسس لو بنك جينرالي وهو مصرف خاص، بعد مرور عام أُمِّم المصرف في فرنسا وذلك بناءً على طلب جون لو ليصبح بنك الملكي أول مصرف مركزي في فرنسا. حظي المصرف الخاص الأصلي بتمويل كبير من قبل جون لو ولويس الخامس عشر، تألف ثلاثة أرباع رأس المال من الفواتير الحكومية وملاحظات قبلتها الحكومة، ليكون المصرف بشكل فعال أول مصرف مركزي للدولة، ودُعم جزئياً بالفضة ليكون مصرف الاحتياط الجزئي. أنشأ شركة ميسيسبي وأدارها، وهي الشركة التي موّلها بنك الملكي. قارن الانهيار الفوضوي الذي حصل في فرنسا في القرن السابع عشر مع جنون التوليب (هو اسم يشير إلى فقاعة اقتصادية كبيرة) في هولندا. تزامنت فقاعة الميسيسبي (الفقاعة الاقتصادية هو وصف لحالة تحدث عندما تتسبب المضاربة على سلعة ما في تزايد سعرها، بطريقة تؤدي لتزايد المضاربة عليها) مع فقاعة شركة البحر الجنوبي في إنجلترا التي يُزعم أنها استعارة الأفكار من تصميم شركة الميسيسبي.
كان لو مقامرًا ومحاسباً ذهنياً بارعاً، عُرف بفوزه بألعاب ورق عن طريق حساب الفرص ذهنيًا. ابتكر الأفكار الاقتصادية مثل نظرية ندرة القيمة ونظرية الفواتير الحقيقية. يعتقد لو أن خلق الأموال سيحفز الاقتصاد، وأن الأموال الورقية أفضل من الأموال المعدنية، وأن الأسهم من أفضل أشكال المال طالما أنها تسدد الأرباح.
ابتُكر مصطلح «المليونير» بشكل خاص لوصف المستفيدين من برنامج لو.

## السيرة الذاتية

### سنواته الأولى
ولد لو لعائلة من المصرفيين والصاغة ترجع أصولها إلى بلدة فايف. اشترى والده -ويليام- قلعة لوريستون، يقع العقار في كراموند في خور فورث وكان يُعرف باسم لو من لوريستون. عند مغادرته لمدرسته الثانوية في إدنبرة، انضم لو إلى الأعمال العائلية في سن الرابعة عشرة ودرس الأعمال المصرفية حتى توفي والده عام 1688. أهمل لو فيما بعد الشركة من أجل مساعيه المسرفة وسافر إلى لندن للعيش برفاهية. خسر في وقت لاحق مبالغ كبيرة من المال في المقامرة.
في 9 أبريل 1694 بارز لو مدلل بريطاني آخر، إدوارد «باو» ويلسون في بلومزبري سكوير، لندن. كان تحدي ويلسون مع لو على محبة إليزابيث فيليرز. قتل لو ويلسون بتمريرة واحدة وغرس سيفه فيه. أُلقي القبض عليه، واتُّهم بالقتل ومثُلَ في محكمة أولد بيلي. مَثُلَ أمام القاضي السادي سيّئ السمعة (قاضي الشنق) سالاثيل لوفيل، ووجد أنه مذنبًا بجريمة قتل وحكم عليه بالموت. سُجن أولًا في سجن نيوجيت منتظرًا إعدامه. لاحقًا خُففت عقوبته بدفع غرامة، بحجة أن الجنحة هي بمثابة القتل دون سبق الإصرار. استأنف شقيق ويلسون الحكم وعاد لو إلى السجن، لكنه تمكن من الهرب إلى أمستردام. 

### البدايات الاقتصادية
حث لو على إنشاء المصرف الوطني لخلق وسائل الائتمان المصرفي وزيادتها وفيما يتعلق بالعملة الورقية المدعومة من قبل عقار أو ذهب أو فضة. جاء أول ظهور لنظام لو عندما عاد من اسكتلندا وساعد في النقاشات التي أدت إلى معاهدة الاتحاد 1707. نشر نصًا بعنوان  النظر في المال والتجارة: مع مقترح لتموين الدولة بالمال (1705). في نهاية المطاف رُفض اقتراح لو بإنشاء مصرف وطني في اسكتلندا، وغادر بعدها لملاحقة طموحه في الخارج.
قضى عشر سنوات في التنقل بين فرنسا وجمهورية هولندا في التعامل مع المضاربات المالية. قدمت المشاكل التي تواجه الاقتصاد الفرنسي فرصةً لتطبيق نظامه.
كان لديه فكرة إلغاء الاحتكار الصغيرة وجباية الضرائب الخاصة. أراد إنشاء مصرف للتمويل الوطني وشركة حكومية للتجارة، لاستبعاد جميع الإيرادات الخاصة في نهاية المطاف. كان هذا سيخلق احتكارًا ضخمًا للتمويل والتجارة تديره الدولة، وكانت ستدفع عائداتها الدينَ العام، فاستدعى المجلسُ لو للنظر في اقتراحه، بما في ذلك الخبراء الماليون مثل صموئيل برنارد، لكن رُفض المقترح في 24 أكتوبر 1715.
اتّخذ لو من قصر لويس-لا-غراند منزلًا له، وهي ساحة ملكية استضاف فيها مختلف النبلاء الفرنسيين. حصل على اهتمام بعض النبلاء مثل دوق أورليان، وجد لو نفسه دائم اللعب في مراهنات المقامرة الباهظة التي حضرها أكثر أثرياء باريس. سمحت له قامته الطويلة ولباسه الأنيق بشق طريقه في المراكز المالية عبر أوروبا، من أمستردام إلى البندقية. أثرت هذه التنقلات بشكل كبير على نظرية لو في السياسة النقدية وعلى أهمية الأوراق النقدية بصفتها ائتمانًا. كانت فكرة لو عن المصرف المركزي -الذي يتعامل بشكل جديد من الأوراق المالية- سابقة لعصره. على الرغم من ظهور هذا المفهوم، استمر لو بالدفاع عن معتقداته بالمذهب التجاري مع دعم الشركات الاحتكارية عبر الصفقات الحكومية.
تركت الحروب -التي خاضها لويس الخامس عشر ملك فرنسا- البلاد منهكة على الصعيدين الاقتصادي والمالي. أدى النقص الناتج عن الفلز النفيس إلى نقص في العملات المعدنية المتداولة التي بدورها قيدت من إنتاج العملات الجديدة. مع وفاة الملك لويس الرابع عشر وبعد سبعة عشر شهرًا من وصول لو، قدم دوق أورليان الفرصة المنتظَرة لجون لو لعرض إبداعه. وبعد حرب الخلافة الإسبانية المدمرة، تدهور الاقتصاد الفرنسي، وعمت حالة من الركود، وتفاقم الدين العام، اقترح لو استبدال الذهب بالائتمان الورقي لتحفيز الصناعة وبعدها زيادة تقديم الائتمانات، وتقليل الدين العام عن طريق استبدالها بأسهم في المشاريع الاقتصادية. في 1 مايو 1716 قدم لو نسخته المعدلة عن خطة المصرف المركزي لبنك جينرال الذي سمح بإنشاء مصرف خاص سمح للمستثمرين بتوريد ربع الاستثمار بسعر العملة والأجزاء الأخرى بسندات الحكومة الملغية. تركز السمة الرئيسة الثانية على الفرضية القائلة إن هذا المصرف الخاص كان قادرًا على نشر دعم لعملة ذهب لويس. 
أنشأ لو في مايو 1716 مصرف جينرال الخاص، الذي طور استخدام الأوراق المالية. كان هذا واحدًا من بين ستة مصارف أصدرت الأموال الورقية باتحاد السويد، وإنجلترا، وهولندا، والبندقية، وجينوا. أُمِّم المصرف في ديسمبر 1718 بناءً على طلب جون لو.
في هذا الصدد عيّن الوصي على العرش -فيليب الثاني دوق أورليان- لو مراقبًا ماليًا عامًا للمال العام في 1720، وحصل على السيطرة الفعلية على التجارة الخارجية والداخلية. أدى الصعود السريع لهذا الاحتكار العالمي الجديد إلى تضخم كبير في المضاربات وارتفاع أسعار الأسهم إلى أكثر من 60 مرة من قيمتها الأصلية. 
بصفته المراقب المالي العام، وضع لو العديد من الإصلاحات المفيدة (كان لبعضها أثر دائم، بينما أُلغي البعض الآخر بعد صدوره بوقت قصير). حاول تفريق حيازة الأراضي الكبيرة لصالح الفلاحين، فألغى رسوم الطرق الداخلية ورسوم القناة، وشجع على بناء الطرق الجديدة وبدء الصناعات الجديدة (حتى استيراد الحرفيين ولكن في الغالب من خلال تقديم قروض بأسعار فائدة منخفضة). 

## روابط خارجية
- جون لو (اقتصادي) على موقع الموسوعة البريطانية (الإنجليزية)